# Seticornuta terminalis
Seticornuta terminalis là một loài tò vò trong họ Ichneumonidae.